# Томас Черч
Томас Черч (Thomas Dolliver Church, 1902–1978) познат и као Томи (Tommy), био је реномирани и иновативни вртни дизајнер и пејзажни архитекта који је живео и радио у Калифорнији, где је, у Сан Франциску, имао студио за дизајн од 1933. до 1977.

## Едукација
Иако рођен у Бостону, детињство је провео у јужној Калифорнији и почео студије вртног дизајна на универзитету Беркли (University of California, Berkeley); дипломирао је на Школи за дизајн у Харварду (Harvard’s Graduate School of Design). Почео је да се бави пејзажном архитектуром у време транзиције и експериментисања 1920их, а завршио 1970их. Путовања по Италији и Шпанији приближила су га културама у којима се живи на отвореном што је слично начину живота у Калифорнији. То је имало велики утицај на његов дизајнерски приступ и формирање тзв. калифорнијског стила.

## Принципи Черчовог пројектовања
Черч наводи четири принципа у свом процесу пројектовања: 
- јединство, које третира све скице куће и врта као целину;
- функцију, као однос између потреба корисника и утилитарних делова, као и однос између украсних делова и жеља везаних за уживање оних који врт користе;
- једноставност на којој почива економски и естетски успех плана и
- размеру која даје складне међусобне односе појединих делова[2]

## Стваралаштво
Током 40 година практичног рада експериментисао је са савременим облицима, а манипулише и текстурама, бојом и простором, увек се уклапајући у специфичности конкретног задатка. Креирао је скоро 2.000 вртова, и неколико великих јавних наруџби. Његова изражајност је била јединствена, другачија, и утицајна, а две књиге, Gardens are for People и Your Private World, служе као јасна упутства за модерни дизајн окућница Најпознатије његово дело је врт Донел у Сономи.